# Maciej Pol
Maciej Pol (ur. 11 stycznia 1969 w Łęczycy) – polski iluzjonista. 

## Życiorys
Laureat wielu międzynarodowych festiwali sztuki iluzji, występujący na renomowanych scenach i estradach całego świata m.in. Casablanca, Paryż, Wiedeń, Chicago, Moskwa, Drezno. Od 1985 roku pełnoprawny członek Krajowego Klubu Iluzjonistów w Łodzi. W 1986 zdobywca wyróżnienia w kategorii mikroiluzji na festiwalu w Łodzi, w tym samym roku drugiego miejsca w  Karlowych Warach, pierwszego miejsca na zlocie iluzjonistów w Chorzowie, drugiego miejsca w kategorii iluzji scenicznej w Łodzi. Zdobywca Grand Prix na Festiwalu w Żeleznym Brodzie i Grand Prix na największym Festiwalu Sztuki Iluzji w Pradze
W 1994 roku na zamówienie koncernu Renault na oświetlonej scenie wykonał iluzję zniknięcia samochodu. Był to efekt po raz pierwszy pokazany w Polsce. W 1995 roku wspólnie z Poznańskim Stowarzyszeniem Sportowym Start, zrzeszającym ludzi niepełnosprawnych, rozpoczyna akcję, dzięki której dzieci niepełnosprawne uczą się prostych tricków, poprawiają sprawność dłoni i koordynację ruchów, a jednocześnie mają do zaoferowania swoim rówieśnikom coś, czego ich sprawni koledzy zrobić nie potrafią.
Za swoją działalność otrzymał odznakę zasłużonego Działacza Kultury. W 1996 roku zostaje laureatem plebiscytu Telewizji Poznań – Człowiek wielkiego serca. Rok później został zaproszony jako gwiazda na największy Bal Magii w Wiedniu. W 1998 roku Towarzystwo Przyjaciół Dzieci przyznało mu odznakę Przyjaciel Dziecka. W tym samym roku zdał egzamin przed komisją weryfikacyjną ZASP i otrzymał tytuł artysty estradowego. Jako pierwszy iluzjonista w Polsce został zaproszony do Pałacu Prezydenckiego. W roku 2000 wykonał pokazy iluzji wraz z gwiazdami estrady polskiej dla kilkutysięcznej publiczności w Chicago. W następnych latach wystąpił w licznych programach telewizyjnych i na koncertach na największych scenach w Polsce i innych krajach. W roku 2004 po raz pierwszy zaprezentował zamianę sportowego bolidu na nowy model Citroena C2. W roku 2006 był gwiazdą Magicznej Trasy Lata z Radiem. Koncerty obejrzało ok. 1000 000 widzów w największych miastach Polski.
Wystąpił w ponad 250 programach telewizyjnych w 10 stacjach TV na świecie. Prezentował swoją sztukę m.in. w takich programach jak: widowiska telewizyjne – Koncert Marzeń, Fronczewski Zaprasza, Magiczny Alfabet wspomnień Jerzego Gruzy, Gwiazdy i Gwiazdki Na Gwiazdkę, teleferie Lato z Czarodziejem. W 2005 roku nagrał dwa godzinne autorskie programy pod tytułem Czarodziejskie Chwile dla drugiego programu TVP. Pokazywał sztuczki magiczne wykorzystywane w bajkach na kasetach dołączanych do miesięcznika "Czarodziejskie Opowieści" wydawanego w latach 2000–2006. W roku 2006 przygotował i zaprezentował po raz pierwszy w kraju lewitację samochodu.
Współpracuje z teatrami, robiąc konsultacje do sztuk teatralnych:
- Noc Listopadowa reż. Jerzego Grzegorzewskiego – Teatr Narodowy w Warszawie
- Wiśniowy sad reż. Macieja Prusa – Teatr Narodowy w Warszawie
- Igraszki z diabłem reż. Jarosława Kiliana – Teatr Polski w Warszawie
- Uroczystość reż. Grzegorza Jarzyny – Teatr Rozmaitości w Warszawie
- Król Ból reż. Karola Stępowskiego – Teatr Nowy w Warszawie
- Śpiąca królewna reż. Czesława Sieńki – Teatr Baj Pomorski w Toruniu
- Koty reż. Wojciecha Kępczyńskiego – Teatr Muzyczny „Roma” w Warszawie
- Trzewiki Szczęścia reż. Barbary Borys-Damięckiej – Teatr Syrena w Warszawie
- Faust reż. Janusza Wiśniewskiego – Teatr Nowy w Poznaniu[1]